# Italochrysa una
Italochrysa una är en insektsart som beskrevs av C.-k. Yang et al. 1999. Italochrysa una ingår i släktet Italochrysa och familjen guldögonsländor. Inga underarter finns listade i Catalogue of Life.